# Willis Edwards
Willis Edwards (* 28. April 1903 in Blackwell, Derbyshire; † 27. September 1988 in Leeds) war ein englischer Fußballspieler und -trainer. In 24 Jahren Profikarriere spielte Edwards für den FC Chesterfield und Leeds United. Zudem absolvierte er 16 Spiele für die englische Nationalmannschaft auf der rechten Halbposition.

## Karriere
Willis Edwards wurde in dem kleinen Ort Newton, Derbyshire in der Nähe von Chesterfield geboren und spielte schon in jungen Jahren für seine Ortsmannschaft, Newton Rangers. 

### Leeds United
Nach sechs Jahren warf erstmals der Club Sheffield United, der damals in der Football League First Division spielte, ein Auge auf Edwards, er wurde jedoch nicht aufgenommen. Im selben Jahr noch wechselte er zum Club Leeds United, der zu der Zeit in einem Formtief waren. The Whites verloren neun Spiele hintereinander und mussten um ihre Position in der First Division kämpfen.
Ihr Manager, Arthur Fairclough sah die Zukunft des Vereins in jungen Spielern und verpflichtete zu der Zeit viele junge Talente, unter ihnen auch Willis Edwards. Er integrierte sich in den folgenden Jahren in das Team und wurde eine zentrale Figur. In den Kriegsjahren stoppte Edwards seinen Einsatz im Verein und kehrte nach dem Ende des Kriegs wieder zurück. Edwards absolvierte bis zum Jahr 1943, als er seine Spielerkarriere beendete, über 400 Spiele und schoss sechs Tore für Leeds United.
Am 1. März 1926 debütierte er für die englische Fußballnationalmannschaft gegen Wales. Dies war der erste von insgesamt 16 Länderspieleinsätzen, davon war er in fünf Spielen Mannschaftskapitän.
Nach seinem Ausstieg als Spieler begann er als Co-Trainer der Reservemannschaft zu arbeiten. Im Jahr 1947 wurde Billy Hampson, Trainer der 1. Mannschaft, nach dem Abstieg des Clubs gefeuert und Edwards übernahm den Posten. Er sollte die Mannschaft wieder in die erste Division bringen, doch ein Erfolg blieb aus. Die Mannschaft konnte sich mit dem 18. Platz am Ende der Saison gerade vor einem erneuten Abstieg bewahren. Nach einem erfolglosen Jahr übernahm „Major“ Frank Buckley die Position von Edwards und dieser wurde wieder Co-Trainer. Im Jahr 1960, nach 35 Jahren, beendete er schließlich seine Aktivitäten für den Verein.
In seinen letzten Jahren arbeitete Edwards in einer  Marmeladenfabrik, er starb am 27. September 1988 im Alter von 85 in Leeds.